# سانتا ماريا دي كاستيلاباتي

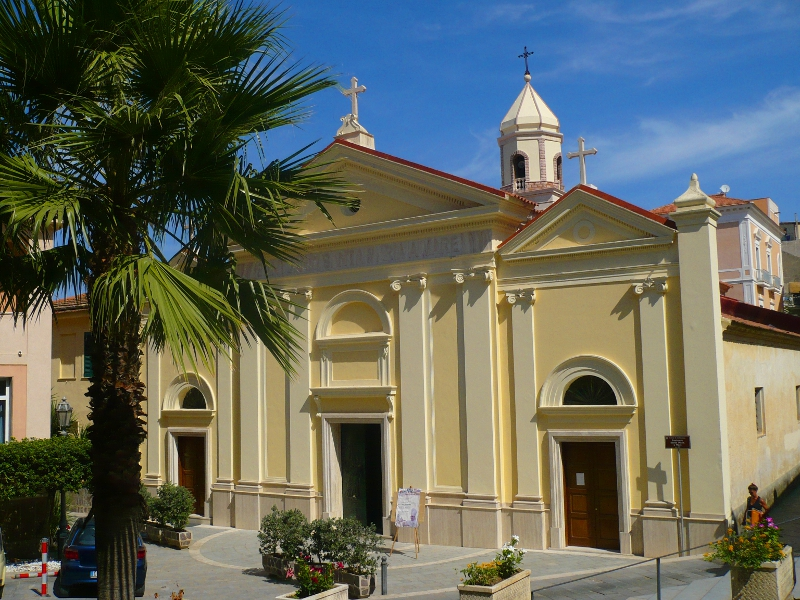
كنيسة سانتا ماريا على البحر

سانتا ماريا دي كاستيلاباتي (بالإيطالية: Santa Maria di Castellabate)‏ هي بلدة (فراتسيوني) في جنوب إيطاليا في كومونا كاستيلاباتي في مقاطعة ساليرنو في منطقة كامبانيا. هي ال«فراتسيوني» الأكثر سكانا في الكومونا وفيها مبنى البلدية.

## الجغرافيا
تقع سانتا ماريا في المنطقة الشمالية الوسطى من تشيلنتو على البحر التيراني، وتمتد من منطقة لاغو إلى شاطئ بوتسيللو. تبعد البلدة مسافة 3 كم عن البلدة القديمة في كاستيلاباتي و12 من أغروبولي و20 من أتشارولي و60 من ساليرنو. للبلدة ميناء صغير، أصغر من الميناء ميناء الأكبر في الكومونا في قرية سان ماركو القريبة.

## معرض صور

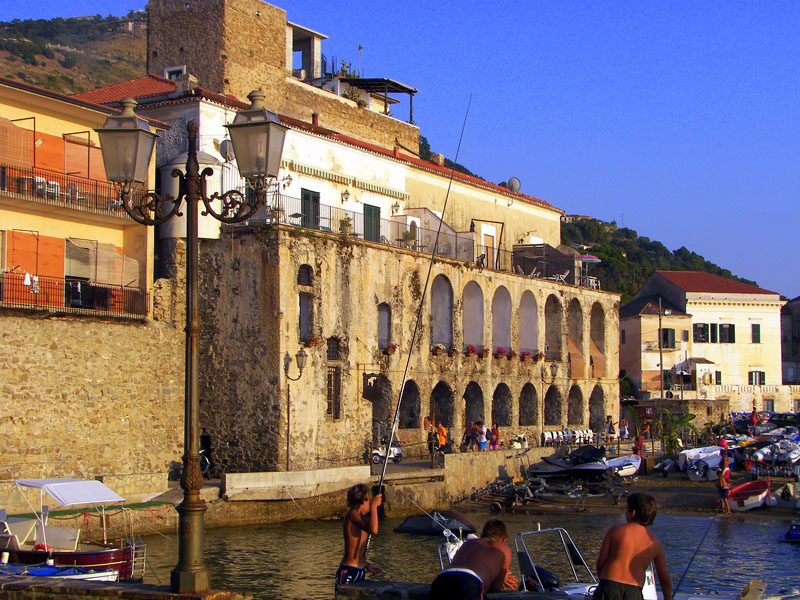
رواق "بورتي ديللي غاتي" والميناء الصغير
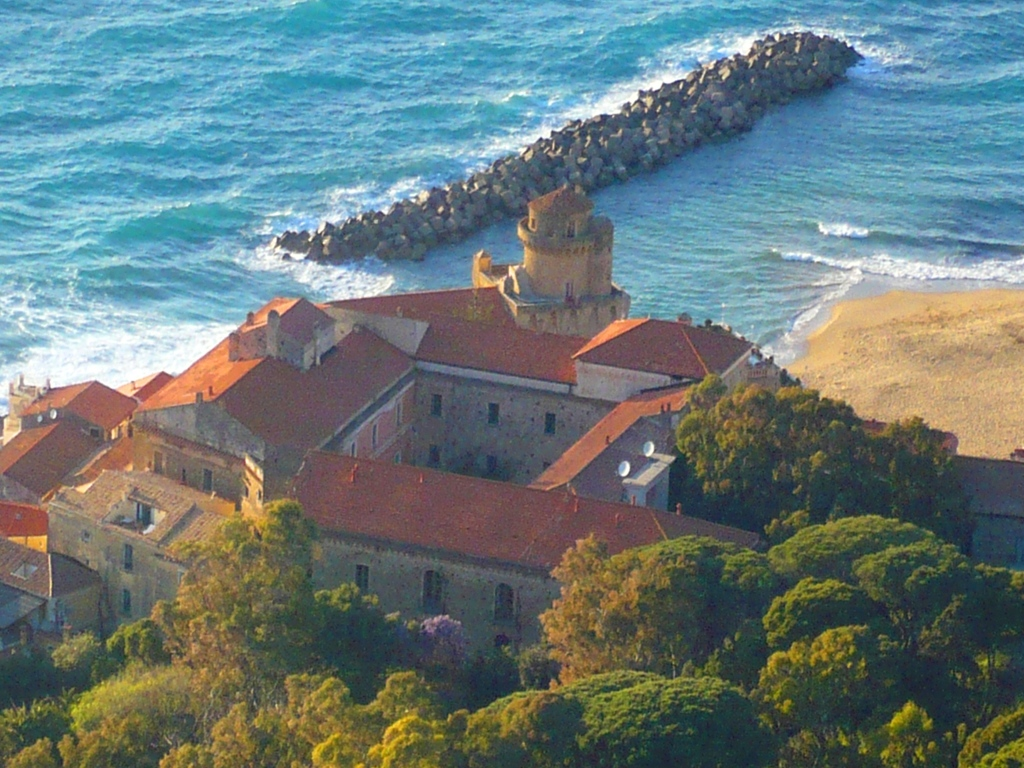
قصر بيلمونتي
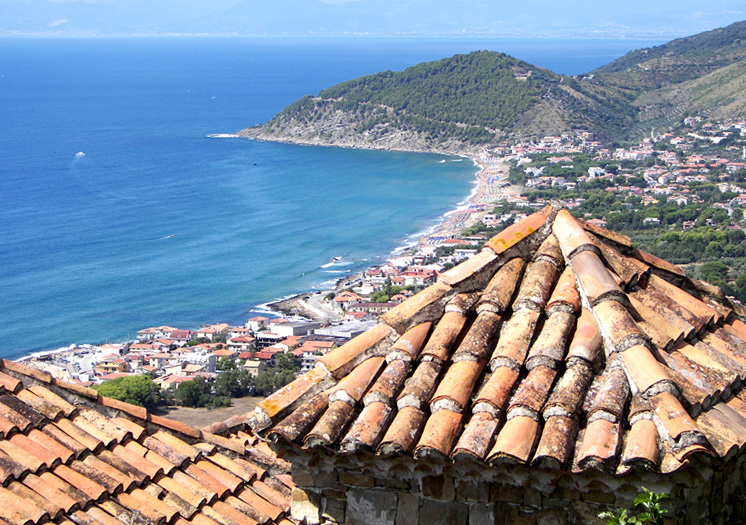
منظر لتلال تريزينو ولاغو

## وصلات خارجية
- (بالإيطالية) موقع كومونا كاستيلاباتي

‌